# Dr. Peacock

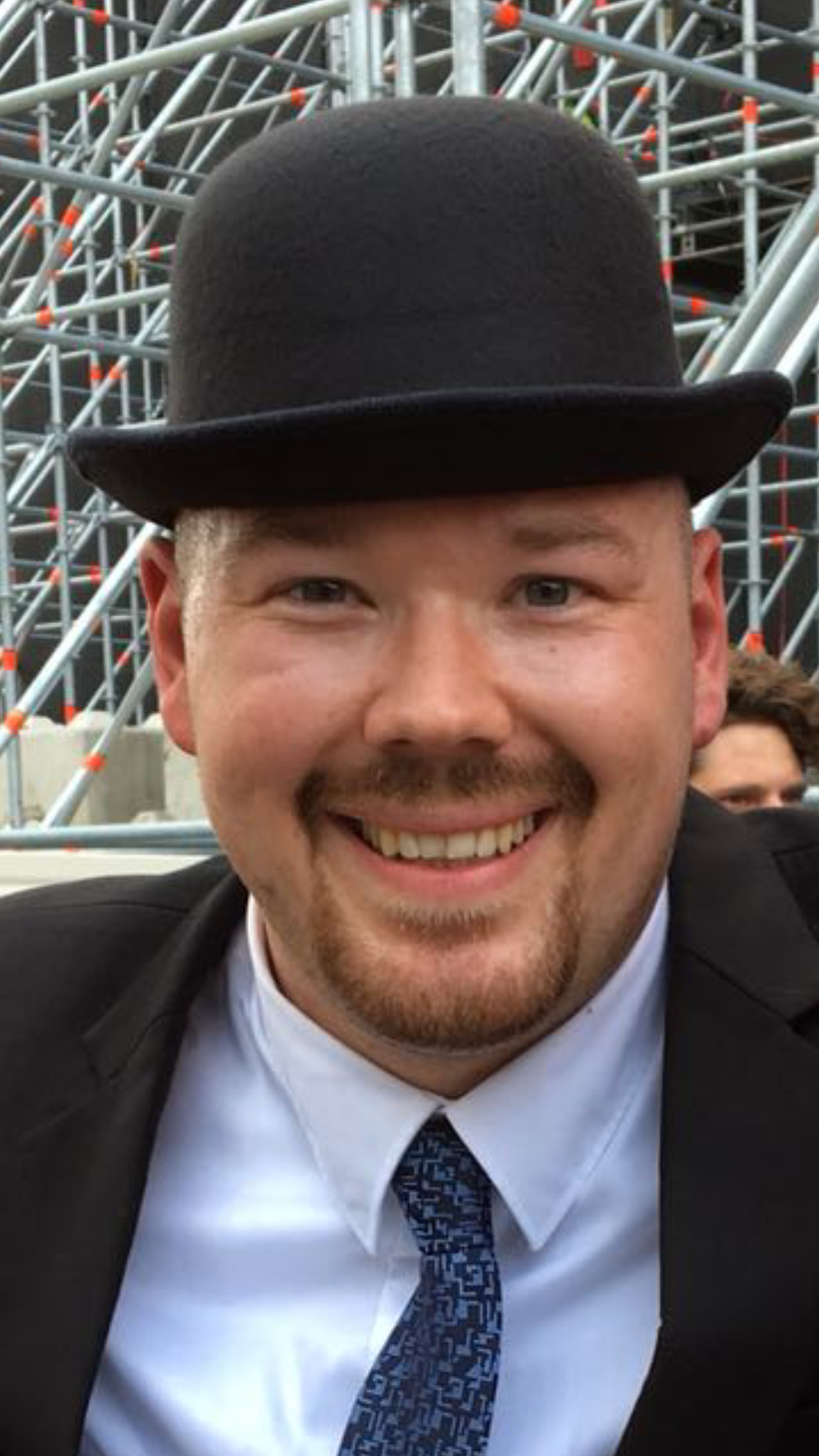
Dr. Peacock bei der Defqon.1 (2018)

Dr. Peacock (bürgerlich Stefan Petrus Dekker; * 31. Juli 1988 in Alkmaar) ist ein niederländischer Musikproduzent sowie Frenchcore- und Hardcore-Techno-DJ aus Limmen. Er produziert Musik unter seinem eigenen Musiklabel Peacock Records. Er legte auf Festivals wie Vive la Frenchcore, Syndicate, Decibel Outdoor, Defqon.1, Masters of Hardcore oder Pandemonium sowie seit 2010 auf über 300 Partys und Veranstaltungen auf.

## Biografie
Stefan Petrus Dekker wurde 1988 in den Niederlanden geboren und wuchs in der Kleinstadt Limmen auf. Er fand den Einstieg in den Hardcore-Techno im Alter von neun Jahren durch das Anhören von alten Thunderdome-Compilations. In den folgenden Jahren beschäftigte er sich mit Gabber. Er bildete seinen eigenen Frenchcore-Stil aus Alben von The Speed Freak, The Sickest Squad, Psiko und DJ Radium heraus, von denen letzterer ihn besonders durch die „reversed bass-kicks“ anzog, welche ihn an den frühen Hardstyle erinnerten, aber in einer schnelleren Form und mit mehr Verzerrung am Ende jedes Kicks. Im Alter von 12 Jahren begann er erstmals, Musik zu mixen, und organisierte einige Abendevents in Limmen und im Klub „Innercore“ in Castricum.
Seine erste Teilnahme an einem Großevent fand 2010 statt, als er am Festival „Beter Kom Je Niet“ in Culemborg als DJ auftrat. Dieser Auftritt markierte den Anfang seiner Popularität, und im selben Jahr begann er, Musik zu produzieren. 2013 gründete er sein eigenes unabhängiges Musiklabel Peacock Records. Er wirkte 2014 am Album The Deadfaced Dimension von DJ Angerfist mit.
2016 wurde Dr. Peacock eingeladen, an renommierten Festivals wie Defqon.1, Dominator, Decibel, Q-Base oder Harmony of Hardcore teilzunehmen. Im Februar 2017 legte er am „TOXIC EXPERIENCE #2“ und im April im Hard Factory, dem Kongresszentrum in Épinal, auf. Am 6. Mai 2017 legte er zusammen mit Le Bask und Angerfist am Insane-Festival in Toulouse auf. Im Oktober 2017 nahm er an Edition Lucifer’s Legions des Ghosttown-Festivals teil.
|  |  |
|  |  |

## Stil
Dr. Peacock wird als der DJ angesehen, welcher den Frenchcore in den Niederlanden populär gemacht hat, dies vor allem aufgrund seiner regelmäßigen Auflagen am Festival „Vive la Frenchcore“. Dennoch ist er, wie er selbst zugibt, nicht unbedingt beliebt bei den alten Frenchcore-Fans:

« Je sais que j’ai lancé un style totalement différent, et que les vieux aficionados des années 2002 à 2010 peuvent le haïr. J’ai sciemment changé le style parce qu’il fallait l’évolution du genre. À la base, j’ai fais mon propre ‹ Peacock style ›. »

„Ich weiß, dass ich einen völlig unterschiedlichen Stil gestartet habe, und dass die alten Aficionados der Jahre von 2002 bis 2010 ihn hassen können. Ich habe wissentlich den Stil geändert, weil eine Evolution des Genres erforderlich war. Im Grunde genommen habe ich meinen eigenen ‚Peacock-Stil‘ gemacht.“

## Peacock in Concert
Im Jahr 2018 lancierte Dekker zusammen mit Sefa Vlaarkamp, Da Mouth of Madness und einer Sängerin, einer Violinistin, einem Gitarristen und einer Harfenspielerin eine neue Serie namens Peacock in Concert, welche eine einzigartige Mischung aus den Genres der klassischen Musik und des Frenchcore sein sollte. Dabei spielt er als DJ Frenchcore ab, lässt aber die instrumentalen Teile der Tracks live von den Instrumentalisten begleiten. Mit dieser Gruppe trat er erstmals 2018 am 013 Poppodium Tilburg auf. Mit Peacock in Concert trat er bereits an der Defqon.1 2018 und 2020 sowie am Titanium-Festival auf.
Am 12. März 2022 gab es eine eigene Edition von Peacock in Concert in Amsterdam im AFAS.

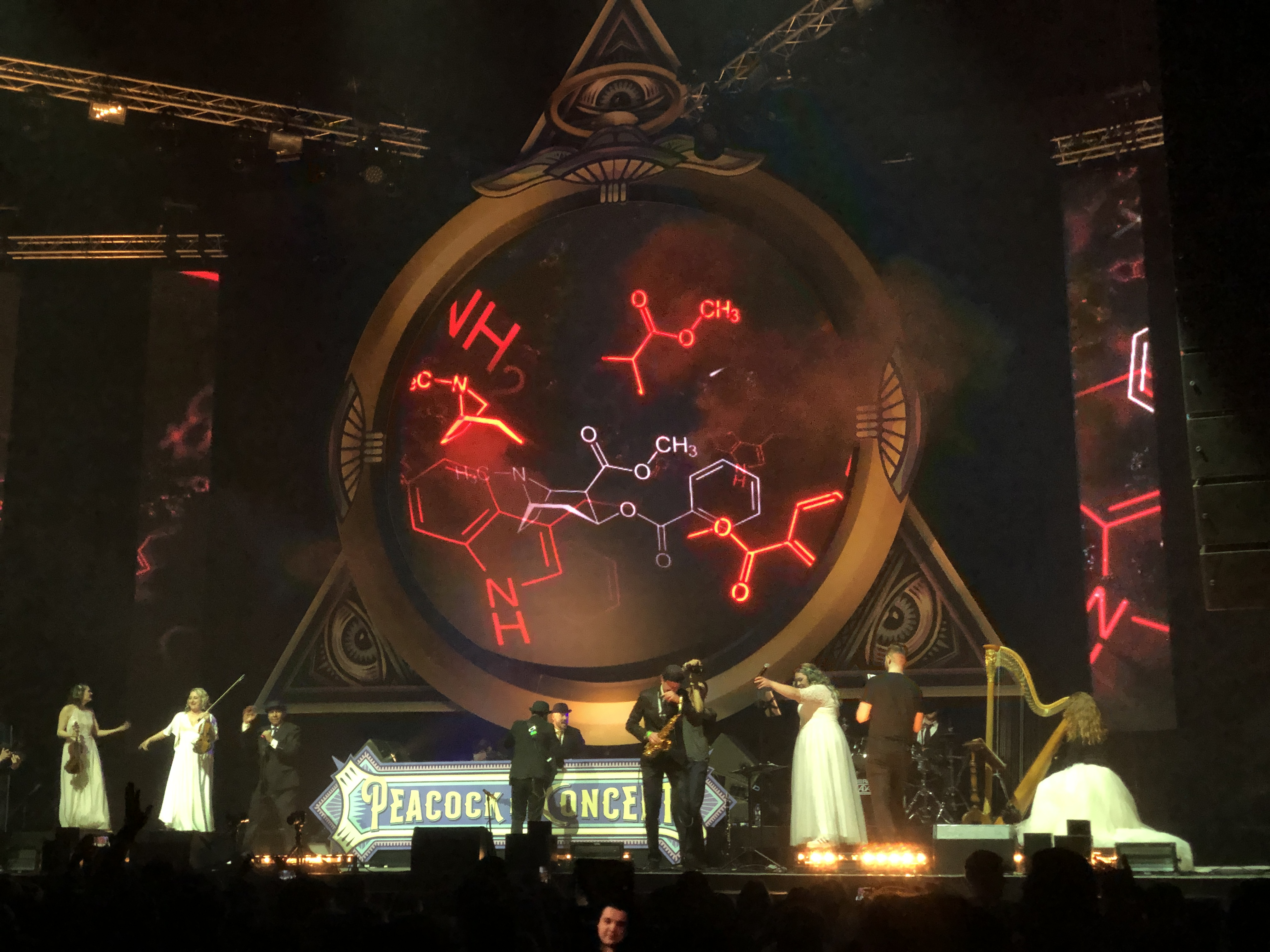
Dr. Peacock bei Peacock in Concert 2022 in Amsterdam

## Diskografie

### Alben
- 2016: Trip around the World
- 2018: Creme de la Core
- 2018: Acid Bomb
- 2022: Medication Time
- 2024: The Doc's Experiment - Proof 1 (Vinyl Only)
- 2024: The Doc's Experiment - Proof 2

### EPs
- 2013: Groundshaker (mit Brutal Jesters)
- 2013: Hardsound Symphony (mit Subversion)
- 2013: Out of my Fucking Mind
- 2014: Italy (mit BrainCrash)
- 2015: The Forgotten

### Singles
- 2012: Dr. Peacock and Friends
- 2018: Muzika (Sefa Remix) (NL: Gold)[12]
- 2020: We Will Meet Again

### Hymnen
- 2013: Vive La Frenchcore (Anthem 2013) – Dr. Peacock ft. Marcus Decks – Noistorm 65
- 2014: Vive La Frenchcore (Anthem 2014) – Chrono, Zyklon, Repix, Hyrule War, Brutal Jesters, Dr. Peacock, Marcus Decks & The Sneiterheadz – Peacock Records 017
- 2014: Vive La Frenchcore (Anthem 2015) – Dr. Peacock & Repix Ft. Para Italia – NMGN0487
- 2016: Vive La Frenchcore (Anthem 2016) – Dr Peacock & Mr Ivex
- 2016: Frenchcore Family (VLF Anthem 2016) – Dr. Peacock & The Sickest Squad Ft. Da Mouth Of Madness

### Trip Around the World
- Dr. Peacock ft. Maissouille – Trip to France
- Dr. Peacock – Trip to Dreamland
- Dr. Peacock – Trip to Amerika
- Dr. Peacock – Trip to Bulgaria
- Dr. Peacock & Sefa ft. MC Lenny – Trip to Turkey
- Dr. Peacock ft. Hyrule War – Trip To Fairyland
- Dr. Peacock ft. Hyrule War – Trip to Sudan
- Dr. Peacock – Trip to Hungary
- Dr. Peacock – Trip to Babylon
- Dr. Peacock – Trip to Ireland
- Dr. Peacock – Trip to India
- Dr. Peacock ft. Sefa – Trip to Bangladesh
- Dr. Peacock – Trip To Thailand
- Dr. Peacock ft. Dither – Trip to Saudi Arabia
- Dr. Peacock ft. Cyclon – Trip to Russia
- Dr. Peacock – Trip to Sweden
- Dr. Peacock ft. Angernoizer – Trip to Colombia
- Dr. Peacock ft. Nosferatu – Trip to Hell
- Dr. Peacock – Trip to Italy (Sefa Remix)
- Dr. Peacock ft. Le Bask – Trip to Dreamland
- Dr. Peacock ft. Kyome – Trip to Middle Earth
- Dr. Peacock ft. Death By Design – Trip to Persia
- Dr. Peacock ft. Sefa & MC Lenny – Trip to Turkey (Fant4stik Remix)
- Dr. Peacock ft. Ohmboy ft. Da Mouth of Madness – Trip to the Wild West
- Dr. Peacock & Da Mouth of Madness ft. Ally The Piper – Trip to Scotland
- Dr. Peacock & Crypton – Trip To Austria
- Dr. Peacock – Trip to the Highlands
- Dr. Peacock & Billx – Trip to Mongolia
- Dr. Peacock & Partyraiser – Trip to Holland
- Dr. Peacock & Floxytek – Trip to Romania
- Dr. Peacock & Billx – Trip to Lithuania
- Dr. Peacock & Billx – Trip to Iceland
- Dr. Peacock & Angernoizer – Trip to Baghdad
- Dr. Peacock – Trip to Poland
- Dr. Peacock & Billx – Trip to Antarctica
- Dr. Peacock – Trip to Valhalla
- Dr. Peacock ft. Haralds Sīmanis – Trip to Latvia
- Dr. Peacock & Dimitri K – Trip to Greece
- Dr. Peacock & Broken Minds – Trip to España
- Dr. Peacock & Angernoizer – Trip to Morocco
- Dr. Peacock & Sefa – Trip to Serbia

### Unabhängig
- Dr. Peacock & Sefa – This Life Is Lost
- Dr. Peacock – Rise of the Forgotten
- Dr. Peacock ft Remzcore – Nothing Is Free
- Dr. Peacock & Crypton – Limitless
- Dr. Peacock & Maotai – End Of The World
- Dr. Peacock & The Whistlers – The Lonely Shepherds
- Dr. Peacock & Para Italia – The Saints
- Dr. Peacock & Maissouille – Super Sayan
- Dr. Peacock & Ferocious Dog – Psychedelic Spin
- Dr. Peacock & Billx – Halibo